# Festival international du film de Busan
Pour les articles homonymes, voir BIFF.
 (novembre 2023).
La mise en forme du texte ne suit pas les recommandations de Wikipédia : il faut le « wikifier ».
Les points d'amélioration suivants sont les cas les plus fréquents. Le détail des points à revoir est peut-être précisé sur la page de discussion.
- Les titres sont pré-formatés par le logiciel. Ils ne sont ni en capitales, ni en gras.
- Le texte ne doit pas être écrit en capitales (les noms de famille non plus), ni en gras, ni en italique, ni en « petit »…
- Le gras n'est utilisé que pour surligner le titre de l'article dans l'introduction, une seule fois.
- L'italique est rarement utilisé : mots en langue étrangère, titres d'œuvres, noms de bateaux, etc.
- Les citations ne sont pas en italique mais en corps de texte normal. Elles sont entourées par des guillemets français : « et ».
- Les listes à puces sont à éviter, des paragraphes rédigés étant largement préférés. Les tableaux sont à réserver à la présentation de données structurées (résultats, etc.).
- Les appels de note de bas de page (petits chiffres en exposant, introduits par l'outil «  Source ») sont à placer entre la fin de phrase et le point final[comme ça].
- Les liens internes (vers d'autres articles de Wikipédia) sont à choisir avec parcimonie. Créez des liens vers des articles approfondissant le sujet. Les termes génériques sans rapport avec le sujet sont à éviter, ainsi que les répétitions de liens vers un même terme.
- Les liens externes sont à placer uniquement dans une section « Liens externes », à la fin de l'article. Ces liens sont à choisir avec parcimonie suivant les règles définies. Si un lien sert de source à l'article, son insertion dans le texte est à faire par les notes de bas de page.
- La présentation des références doit suivre les conventions bibliographiques. Il est recommandé d'utiliser les modèles {{Ouvrage}}, {{Chapitre}}, {{Article}}, {{Lien web}} et/ou {{Bibliographie}}. Le mode d'édition visuel peut mettre en forme automatiquement les références.
- Insérer une infobox (cadre d'informations à droite) n'est pas obligatoire pour parachever la mise en page.

Pour une aide détaillée, merci de consulter Aide:Wikification.
Si vous pensez que ces points ont été résolus, vous pouvez retirer ce bandeau et améliorer la mise en forme d'un autre article.
Le Festival international du film de Busan (siglé BIFF, de l'anglais Busan International Film Festival), anciennement Festival international du film de Pusan (PIFF), se tient chaque année à Pusan, deuxième ville de Corée du Sud dans le Busan Cinema Center.
Créé en 1996, il est considéré aujourd'hui comme le plus important festival international du film en Asie. Engagé en faveur du nouveau cinéma et du cinéma d'auteur, il demeure aussi l'un des plus gros marchés du film.
La première édition du festival, qui s'est tenue du 13 au 21 septembre 1996, a également été le premier festival international du film en Corée. L'objectif du BIFF est d'introduire de nouveaux films et de révéler de nouveaux talents. Depuis sa création, il a ainsi révélé des cinéastes tels que Jia Zhangke, Hong Sang-soo, Kim Ki-duk, Im Sang-soo, Hur Jin-ho et Fruit Chan.
Le festival comporte différents sections consacrées aux courts et longs métrages de fiction et aux documentaires.
Les deux principales sections sont : 
- New Currents, réservée aux films asiatiques
- World Cinema (« cinéma mondial »), une présentation d'œuvres nouvelles de réalisateurs de renom combinée à une sélection des meilleurs films de l’année destinée à faire connaître les nouvelles tendances du cinéma dans le monde.

## Composition des jurys officiels

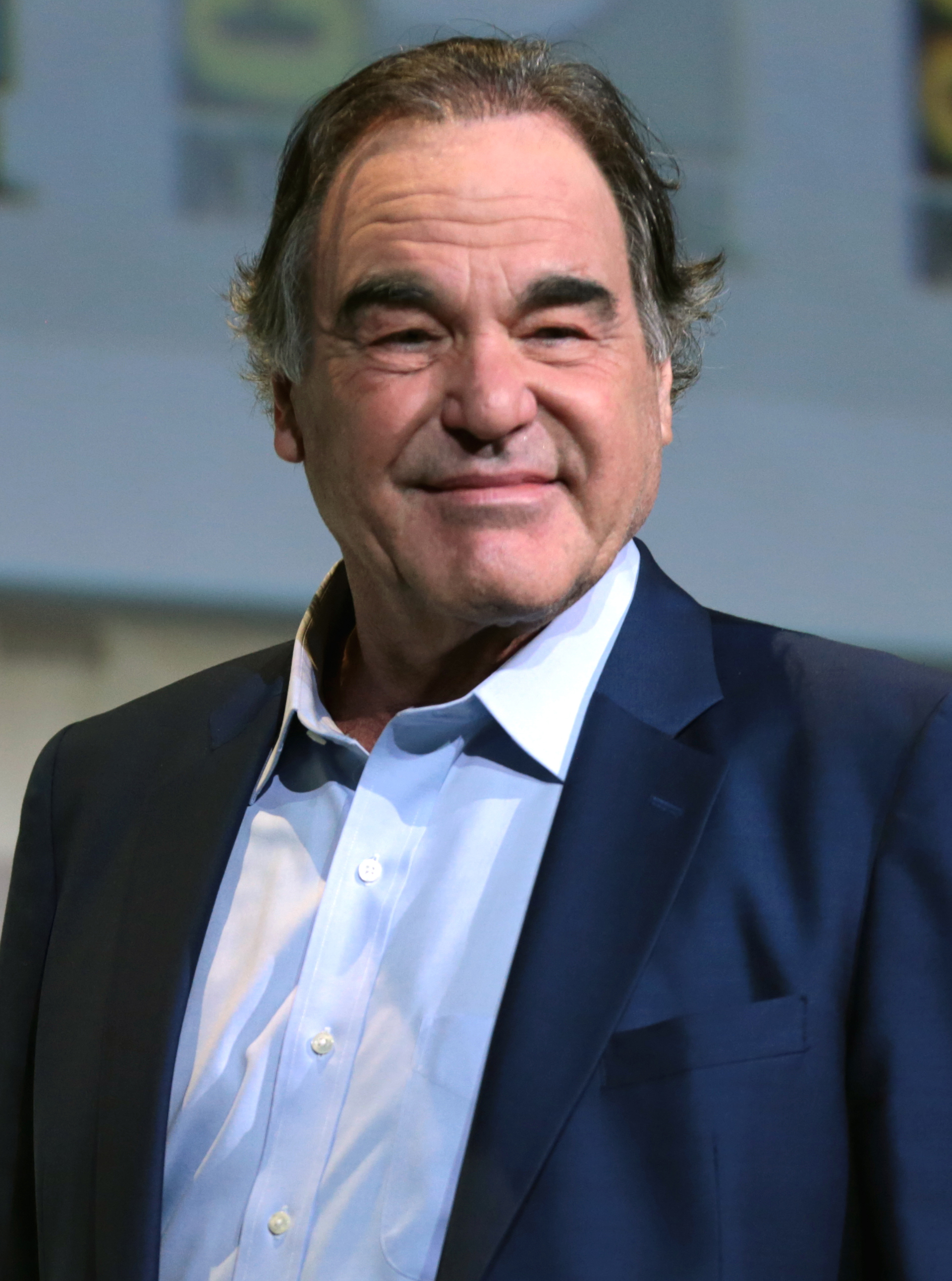
Oliver Stone, président du jury 2017
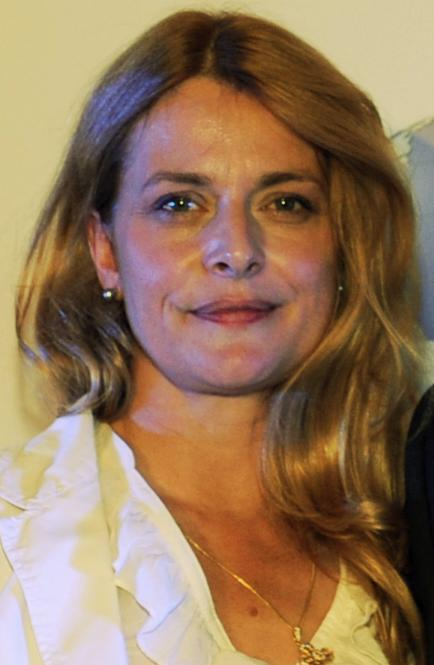
Nastassja Kinski, membre du jury 2015
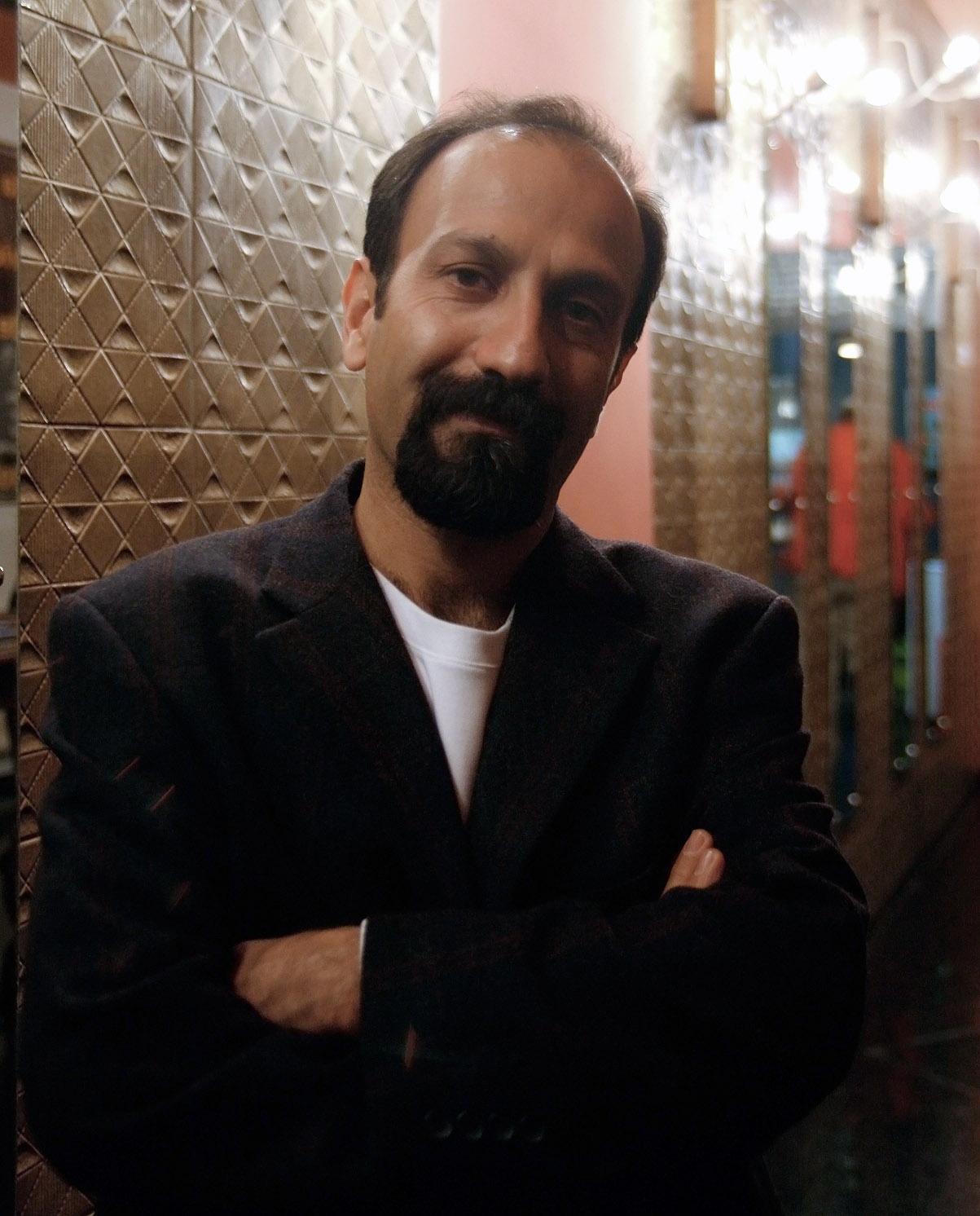
Asghar Farhadi président du jury 2014
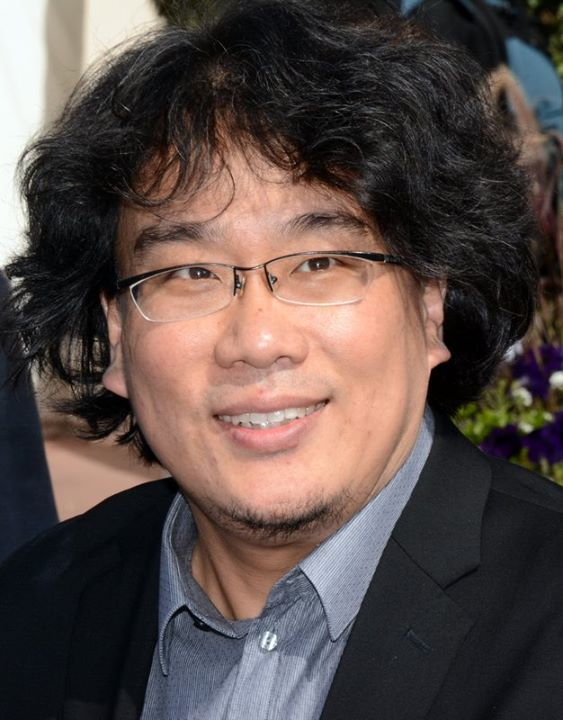
Bong Joon-ho, membre du jury en 2014
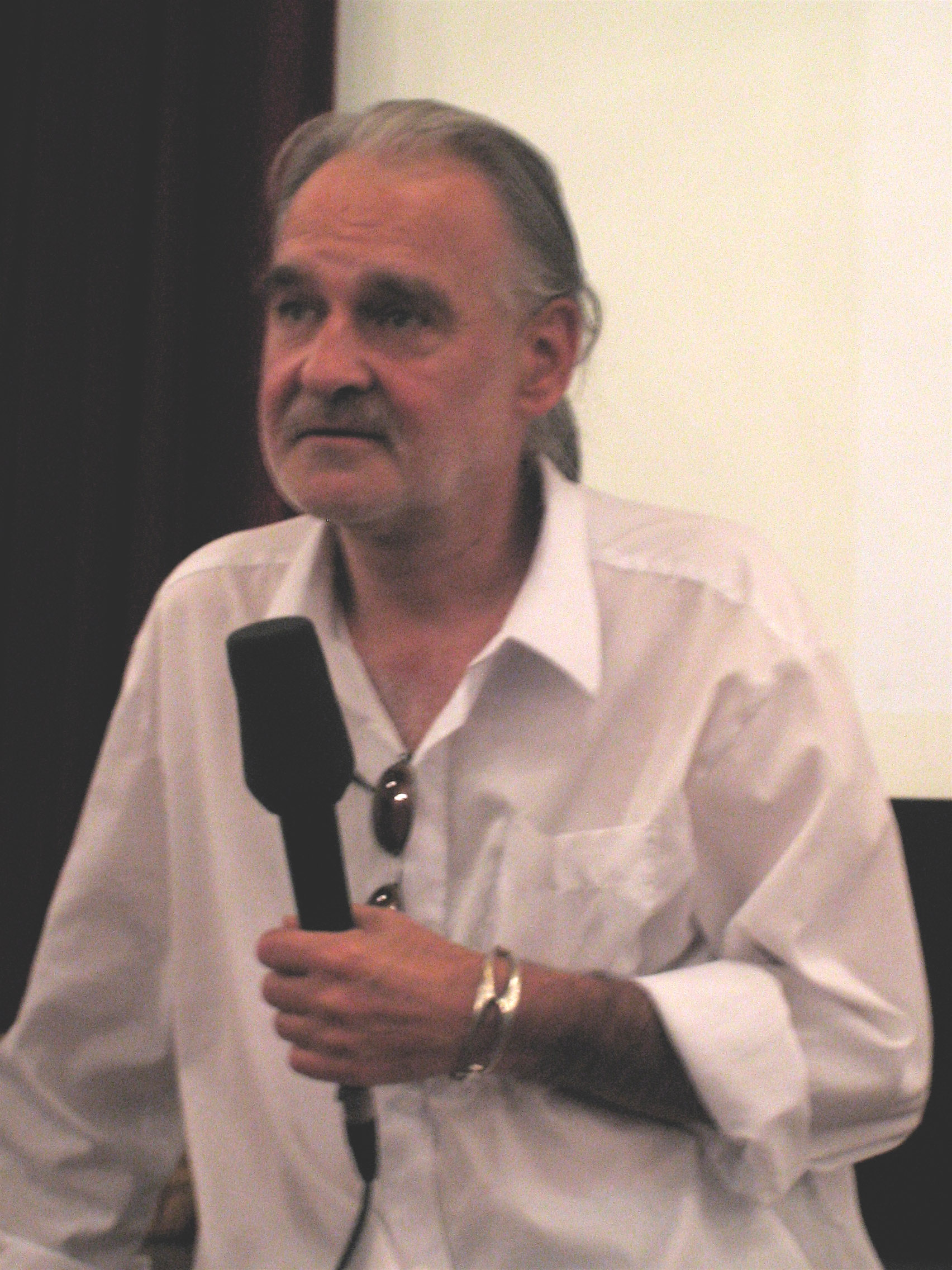
Bela Tarr, président du jury 2012
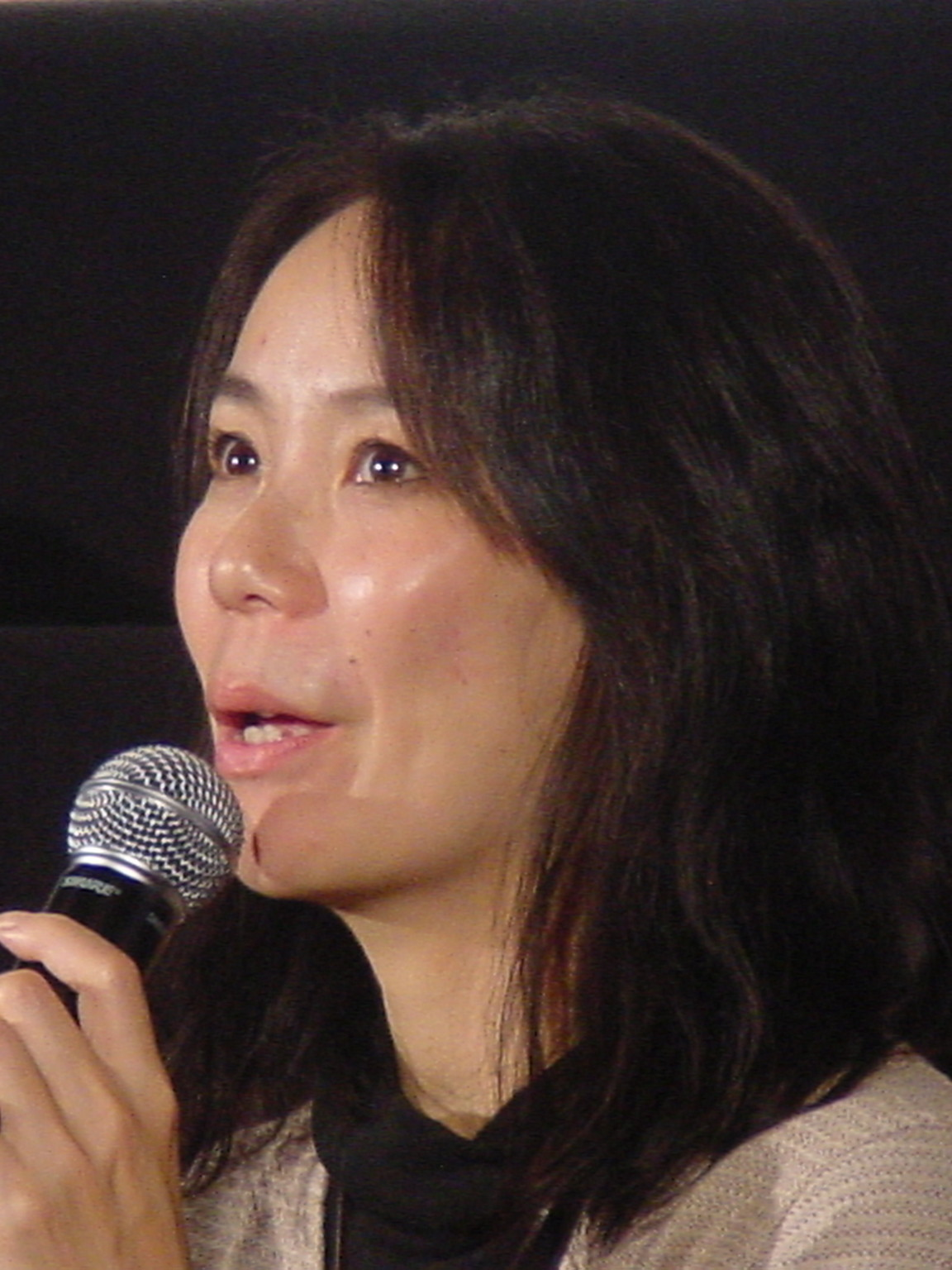
Naomi Kawase, membre du jury en 2012
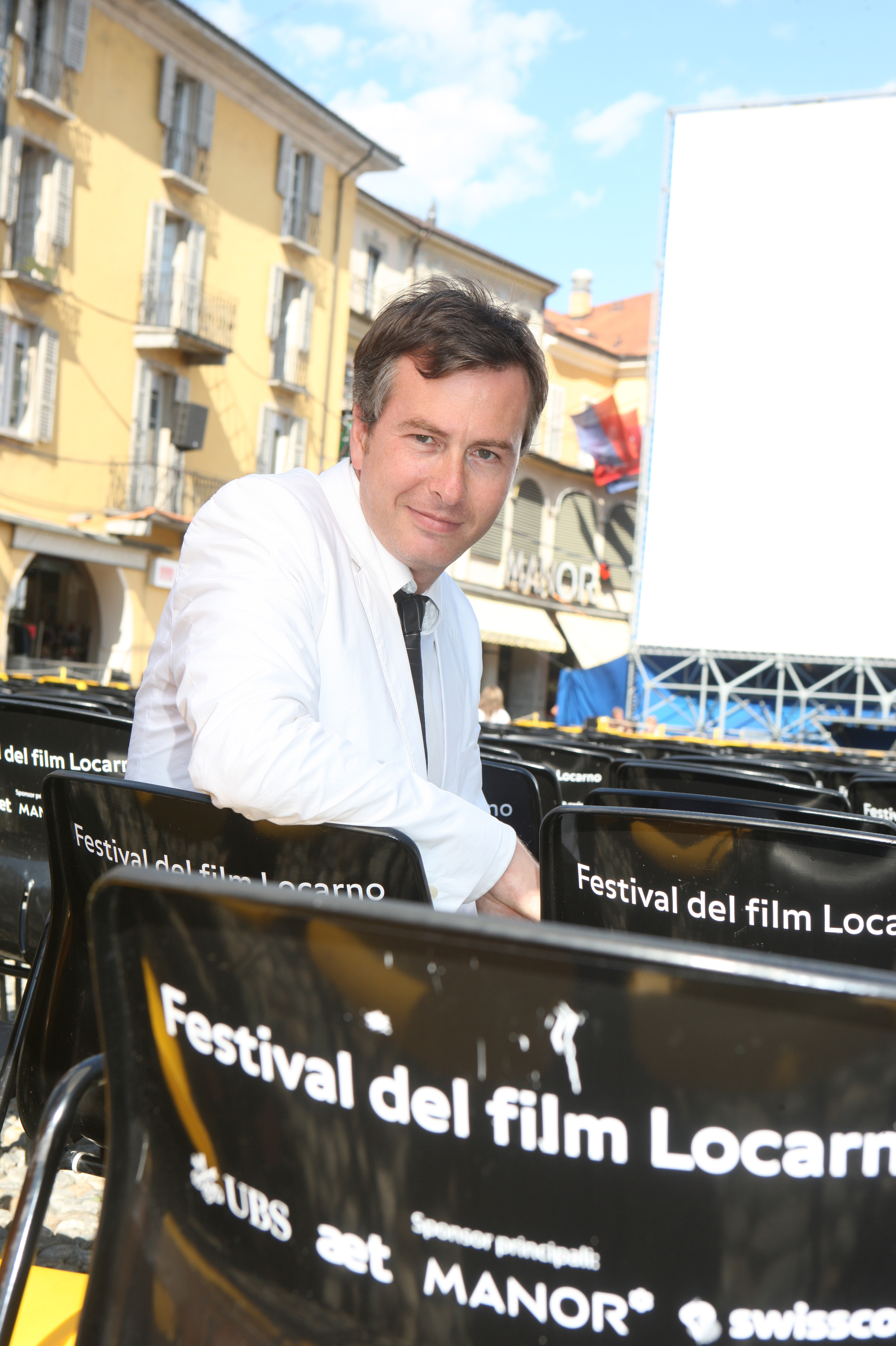
Olivier Père, membre du jury en 2011
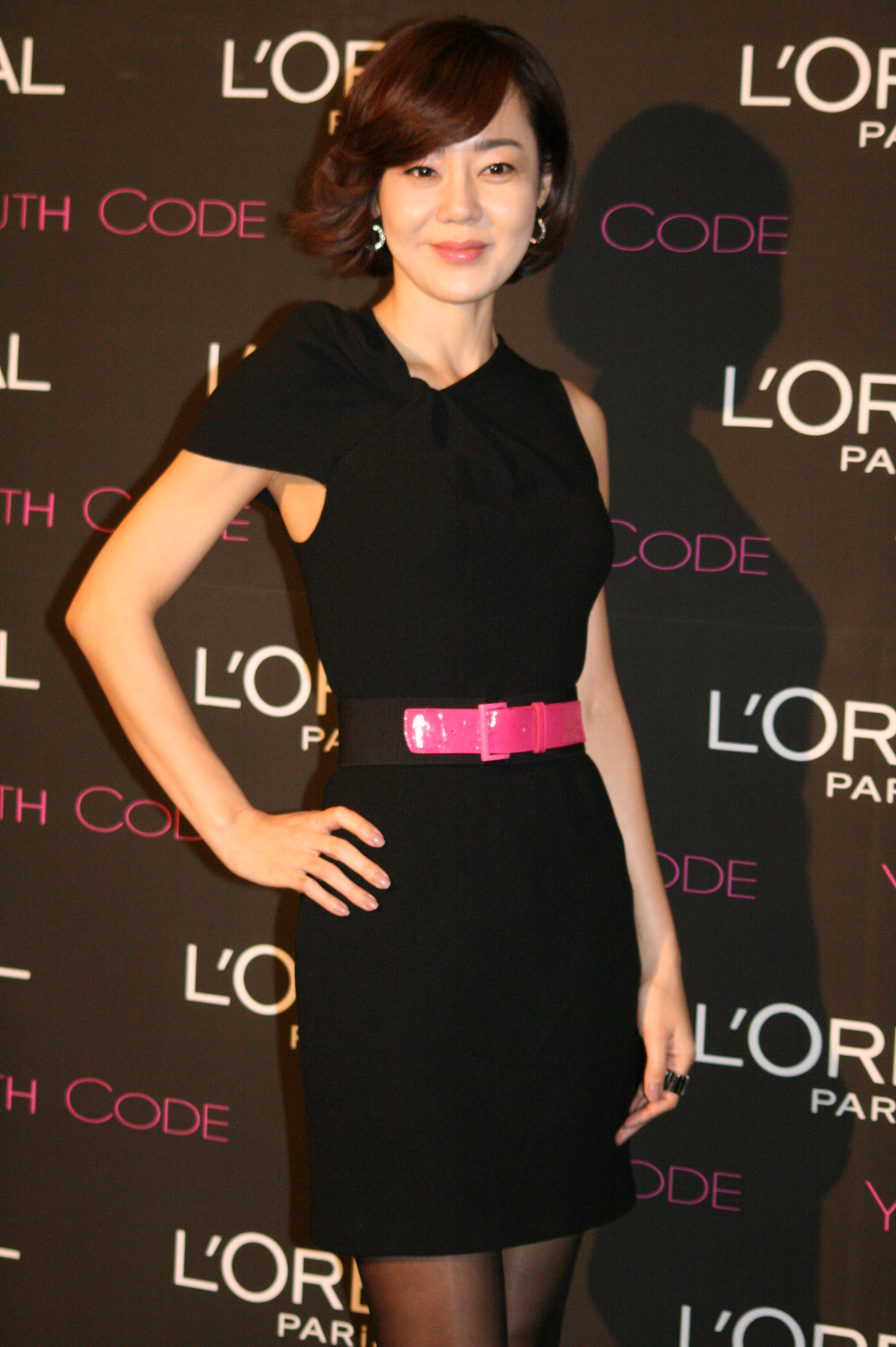
Kim Yoon-jin, membre du jury en 2010

- 2010 (15e édition) :
  - Emi Wada (présidente du jury) : directrice de costume japonaise
  - Kim Yoon-jin : actrice sud-coréenne
  - Murali Nair : réalisateur indien
  - Yang Kuei-mei : actrice taïwanais
  - Christoph Terhechte : président allemand du forum du Festival de Berlin
- 2011 (16e édition) :
  - Yonfan (président du jury) : réalisateur hongkongais
  - Jiang Wenli : actrice chinoise
  - Odagiri Joe : acteur japonais
  - Oh Jungwan : directrice exécutive sud-coréenne de Film Production B.O.M.
  - Olivier Père : président français du Festival de Locarno
- 2012 (17e édition) :
  - Béla Tarr (président du jury) : réalisateur hongrois
  - Jean-Marie Gustave Le Clézio : écrivain français
  - David Gilmour : professeur et critique de cinéma canadien
  - Jung Woo Sung : acteur sud-coréen
  - Naomi Kawase : réalisatrice et actrice japonaise
- 2013 (18e édition) :
  - Rakhshan Banietemad (présidente du jury) : réalisatrice iranienne
  - Aoyama Shinji : réalisateur japonais
  - Chung Ji-Young : réalisateur sud-coréen
  - Scott Foundas : critique américain chez Variety
  - Charles Tesson : directeur français de la Semaine de la critique
- 2014 (19e édition) :
  - Asghar Farhadi (président du jury) : réalisateur iranien
  - Bong Joon-ho : réalisateur sud-coréen
  - Dina Iordanova : professeur britannique
  - Suhasini Maniratnam : actrice indienne
  - Jacques Francière : philosophe français
- 2015 (20e édition) :
  - Sylvia Chang (présidente du jury) : réalisatrice taïwanaise
  - Anurag Kashyap : réalisateur indien
  - Kim Tae-yong : réalisateur sud-coréen
  - Nastassja Kinski : actrice allemande
  - Stephanie Zacharek : critique de films américain
- 2016 (21e édition) :
  - Souleymane Cissé (président du jury) : réalisateur malien
  - Guneet Monga : productrice indienne
  - Bero Beyer : directeur néerlandais du Festival international du film de Rotterdam
  - Zhang Lu : réalisateur nord-coréen
  - Mahmoud Kalari : réalisateur iranien
- 2017 (22e édition) :
  - Oliver Stone (président du jury) : réalisateur américain
  - Bahman Ghobadi : réalisateur iranien
  - Agnès Godard : directrice de la photographie française
  - Lav Diaz : réalisateur philippin
  - Jang Sun-woo : réalisateur sud-coréen
- 2018 (23e édition) :
  - Kim Hong-Jun (président du jury) : réalisateur sud-coréen
  - Jun Kunimura : acteur japonais
  - Labina Mitevska : actrice et productrice macédonienne
  - Nashen Moodley : directeur sud-africain du Festival du film de Sydney
  - Nansun Shi : productrice hongkongaise
- 2019 (24e édition) :
  - Mike Figgis (président du jury) : réalisateur  Royaume-Uni
  - Karel Och : directeur artistique  République tchèque
  - Samal Yeslyamova : actrice  Kazakhstan
  - Lee Sinje : actrice  Malaisie
  - Suh Youngjoo : productrice  Corée du Sud
- 2020 (25e édition : 
  - Mike Figgis (président du jury) : réalisateur  Royaume-Uni
  - Karel Och : directeur artistique  République tchèque
  - Samal Yeslyamova : actrice  Kazakhstan
  - Lee Sinje : actrice  Malaisie
  - Suh Youngjoo : directrice de Finecut Co., LTD.  Corée du Sud
- 2021 (26e édition) : 
  - Deepa Mehta (présidente du jury) : réalisatrice  Canada
  - Cristina Nord : journaliste  Allemagne
  - Jang Joonhwan : réalisateur  Corée du Sud
  - Jeong Jae-eun : réalisatrice  Corée du Sud
- 2022 (27e édition) : 
  - Serge Toubiana (président du jury) : critique de films  France
  - Alain Guiraudie : réalisateur  France
  - Kamila Andini : réalisatrice  Indonésie
  - Kase Ryo : acteur  Japon
  - Lee Eugene : productrice  Corée du Sud
- 2023 (28e édition) : 
  - Jung Sung-il (président du jury) : réalisateur et critique de films  Corée du Sud
  - Ava Cahen : directrice de La Semaine de la critique  France
  - Edwin : réalisateur  Indonésie
  - Christina Oh : productrice  États-Unis
  - Han Junhee : réalisateur  Corée du Sud
- 2024 (29e édition) : 
  - Mohammad Rasoulof (président du jury) : réalisateur  Iran
  - Lee Myung-Se : réalisateur  Corée du Sud
  - Zhou Dongyu : actrice  Chine
  - Kani Kusruti : actrice  Inde
  - Vanja Kaludjercic : directrice du Festival international du film de Rotterdam  Croatie

## Palmarès

### New Currents Award
- 1996 : In Expectation (Wu shan yun yu), de Ming Zhang (Chine)
- 1997 : Motel Cactus (Motel seoninjang), de Park Ki-yong (Corée du Sud)
- 1998 : Xiao Wu, artisan pickpocket (Xiao Wu), de Jia Zhangke (Hong Kong / Chine)
- 1999 : Timeless Melody, de Hiroshi Okuhara (Japon)
- 2000 : Le Jour où je suis devenue femme (Roozi khe zan shodam), de Marzieh Meshkini (Iran)
- 2001 : Flower Island (Ggot seom), de Song Il-gon (Corée du Sud)
- 2002 : The Rite, a Passion (Tiladaanam), de Sastry K.N.T. (Inde)
- 2002 : Jealousy Is My Middle Name (Jiltuneun naui him), de Park Chan-ok (Corée du Sud)
- 2003 : Tiny Snowflakes (Danehaye rize barf), de Ali Reza Amini (Iran)
- 2003 : The Missing (Bu jian), de Lee Kang-sheng (Taïwan)
- 2005 : Grain in Ear (Máng zhòng), de Zhang Lu (Chine)
- 2006 : Betelnut de Heng Yang (Chine) - Love Conquers All (en) de Tan Chui Mui (Malaisie)
- 2007 : Wonderful Town de Aditya Assarat (Thaïlande) - Life Track de Guang Hao Jin (Chine)/(Corée du Sud) - Flower in the Pocket (en) de Liew Seng Tat (Malaisie)
- 2008 : Land of Scarecrows de Roh Gyeong-tae (Corée du Sud) - Naked of Defenses de Masahide Ichii (Japon)
- 2009 : Kick Off de Shawkat Amin Korki (Irak/Japon) - I'm in Trouble de So Sang-min (Corée du Sud)
- 2010 : The Journals of Musan de Park Jung-bum (Corée du Sud) - Bleak Night de Yoon Sung-hyun (Corée du Sud)
- 2011 : Mourning de Morteza Farshbaf (Iran) - Nino de Loy Arcenas (Philippines)
- 2012 : 36 de Nawapol Thamrongrattanarit (Thaïlande) - Kayan de Maryam Najafi (Liban/Canada)
- 2013 : Pascha de Ahn Sun-kyoung (Corée du Sud) - Remote Control de Byamba Sakhya (Mongolie/Allemagne)
- 2014 : End of Winter (en) de Kim Dae-hwan (Corée du Sud)
- 2015 : Immortal de Seyed Hadi Mohaghegh (Iran) -  Walnut Tree Yerlan Nurmukhambetov (Kazakhstan)
- 2016 : The Donor de Zang Qiwu (Chine) - Knife in the Clear Water de Wang Xuebo (Chine)
- 2017 : After My Death de Kim Ui-seok (Corée du Sud) - Blockage de Mohsen Gharaei (Iran)
- 2018 : Clean Up de Kwon Man-ki  (Corée du Sud) - Savage de Cui Siwei (Chine)

### New Currents Award - Mention Spéciale
- 2001 : Take Care of My Cat (Goyangileul butaghae), de Jeong Jae-eun (Corée du Sud)
- 2002 : Too Young to Die (Jukeodo joha), de Park Jin-pyo (Corée du Sud)
- 2003 : Osama, de Siddiq Barmak (Afghanistan / Pays-Bas / Japon / Irlande / Iran)

### NETPAC Award
Prix Network for the Promotion of Asian Cinema (NETPAC) :
- 1996 : Three Friends (Sechinku), de Yim Soon-rye (Corée du Sud)
- 1997 : Bad Movie (Nappun yeonghwa), de Jang Sun-woo (Corée du Sud)
- 1998 : The Power of Kangwon Province (Kangwon-do ui him), de Hong Sang-soo (Corée du Sud)
- 1999 : The Bird Who Stops in the Air (Saeneun pyegoksuneul keruinda), de Jeon Soo-il (Corée du Sud)
- 2000 : Le Chant de la fidèle Chunhyang (Chunhyang), de Im Kwon-taek (Corée du Sud)
- 2001 : Take Care of My Cat (Goyangileul butaghae), de Jeong Jae-eun (Corée du Sud)
- 2002 : Road Movie (Lo-du moo-bi), de Kim In-shik (Corée du Sud)
- 2003 : Untold Scandal (Scandal - Joseon namnyeo sangyeoljisa), de Lee Je-yong (Corée du Sud)
- 2004 : Locataires de Kim Ki-duk
- 2005 : The Unforgiven de Yoon Jong-bin (Corée du Sud)
- 2006 : The Last Dining Table de Gyeong Tae Roh (Corée du Sud)

### Netpac Award - Mention Spéciale
- 2001 : Waikiki Brothers, de Yim Soon-rye (Corée du Sud)
- 2004 : So Cute de Claudia Kim (Corée du Sud)

### Prix FIPRESCI
Prix décerné par la Fédération internationale de la presse cinématographique :
- 1997 : Made in Hong Kong (Xianggang zhizao), de Fruit Chan (Hong Kong)
- 1998 : Ikinai, de Hiroshi Shimizu (Japon)
- 1999 : La Coupe (Phörpa), de Khyentse Norbu (Bhoutan / Australie)
- 2000 : Sunflower (Himawari), de Isao Yukisada (Japon)
- 2001 : Bomnaleun ganda, de Hur Jin-ho (Corée du Sud)
- 2001 : Flower Island (Ggot seom), de Song Il-gon (Corée du Sud)
- 2002 : Too Young to Die (Jukeodo joha), de Park Jin-pyo (Corée du Sud)
- 2003 : Deep Breath (Nafas-e amigh), de Parviz Shahbazi (Iran)
- 2004 : Soap Opera (Fei-Zao-Ju) de  Wu Ershan
- 2005 : The Unforgiven de Yoon Jong-bin (Corée du Sud)
- 2006 : Love Conquers All de Tan Chui Mui (Malaisie)

### Prix FIPRESCI - Mention spéciale
- 1998 : Christmas in August (Palwolui Christmas), de Hur Jin-ho (Corée du Sud)
- 1998 : Le Printemps dans mon pays natal (Areumdawoon sheejul), de Lee Kwangmo (Corée du Sud)
- 1998 : Autumn Blossoms (Atsumono), de Shunsaku Ikehata (Japon)
- 2000 : Tears (Nunmul), de Im Sang-soo (Corée du Sud)

### PSB Audience Award
- 1998 : April Story (Shigatsu monogatari), de Shunji Iwai (Japon)
- 1998 : Gemini (Sôseiji), de Shinya Tsukamoto (Japon)
- 2000 : Die Bad (Jukgeona hokeun nabbeugeona), de Ryoo Seung-wan (Corée du Sud)
- 2001 : Flower Island (Ggot seom), de Song Il-gon (Corée du Sud)
- 2002 : Too Young to Die (Jukeodo joha), de Park Jin-pyo (Corée du Sud)
- 2003 : The Road Taken (Seontaek), de Hong Ki-seon (Corée du Sud)
- 2003 : Osama, de Siddiq Barmak (Afghanistan / Pays-Bas / Japon / Irlande / Iran)

### Prix du cinéaste/réalisateur/producteur asiatique de l'année
Depuis 2003, un prix (appelé 올해의 아시아영화인상 en coréen) est attribué à une personnalité ou une société de production qui réalise ou produit des films : 
- 2003 : Mohsen Makhmalbaf
- 2004 : Hou Hsiao-hsien
- 2005 : NHK
- 2006 : Andy Lau
- 2007 : Edward Yang
- 2008 : Gulnara Sarsenova (en)
- 2009 : Yash Chopra[2]
- 2010 : Tsai Ming-liang
- 2011 : Tsui Hark
- 2012 : Kōji Wakamatsu
- 2013 : Rithy Panh
- 2014 : Ann Hui
- 2015 : Studio Ghibli
- 2016 : Abbas Kiarostami
- 2017 : Seijun Suzuki
- 2018 : Ryuichi Sakamoto[3]
- 2019 : Hirokazu Kore-eda[4]
- 2021 : Im Kwon-taek[5]
- 2022 : Tony Leung[6]
- 2023 : Chow Yun-fat[7]

### Sonje Award
Prix récompensant le meilleur court-métrage coréen :
- 1997 : La Route du sel (Salzmänner von Tibet, Die), de Ulrike Koch (Allemagne / Suisse)
- 2003 : The Spring and the Delight, de Park Jung-seon (Corée du Sud)
- 2003 : The Third Tongue, de Son Kwang-ju (Corée du Sud)

### Woonpa Award
Prix récompensant le meilleur documentaire coréen :
- 1996 : L'Écho du vent en moi (Wind Echoing in My Being), de Jeon Soo-il (Corée du Sud)
- 1997 : The Six Day Fight in Myong Dong Cathedral de Kim Dong-won (Corée du Sud)
- 1998 : Reclaiming Our Names de Hong Hyung-sook (Corée du Sud)
- 1999 : My Own Breathing de Byun Young-joo (Corée du Sud) et Mindulae de Lee Kyung Soon (Corée du Sud)
- 2000 : Sky-Blue Hometown de Kim So Young (Corée du Sud)
- 2001 : Farewell de Yun Hwang (Corée du Sud)
- 2002 : On the Right Track de Lee Ji Young (Corée du Sud) et Mudang: Reconciliation Between the Living and the Dead (Yeongmae: san jawa jugeun ja-ui hwahae), de Park Ki-bok (Corée du Sud)
- 2003 : And Thereafter, de Lee Ho-sup (Corée du Sud)
- 2004 : What Do People Live For? de Lee Kyung Soon (Corée du Sud)
- 2005 : Coreen 2495 de Ha Joon-so (Corée du Sud) et Annyoung Sayonara de Kim Tae-il (Corée du Sud), Kato Kumiko

### Youngsan Fund
- 2003 : Taxi Blues, de Choiha Dong-ha (Corée du Sud)
- 2004 : Erotic Chaos Boy de Choi Jin-sung (Corée du Sud)
- 2005 : Answer me that we’re not crazy de Gong Mi-yoen (Corée du Sud)
- 2006 : Yeon-ah Paik